# Вильконская, Паулина
Паулина Вильконская урожденная Лауч (Лаутш) (пол. Paulina Wilkońska; 1815, Сважендз (ныне Великопольское воеводство, Познанский повят, Польша) — 9 июня 1875, Познань) — польская писательница, редактор, мемуаристка.

## Биография
Образование получила в Познани. В 1832 году вышла замуж за писателя Августа Вильконского. С 1840 по 1851 год была хозяйкой литературного салона в Варшаве, который посещали деятели «Biblioteka Warszawska», «Przegląd Naukowy», представители группы «Cyganeria Warszawska».
В 1851 году супруги были изгнаны из Царства Польского за пределы Российской империи и переселились на земли Великопольши, где в следующем год её муж умер.

## Творчество
Дебютировала в 1841 году, опубликовав свой первый прозаический сборник «Село и город». Позже стала издавать свои романы из жизни среднего польского шляхетства, о социальных и исторических проблемах. Сочинения её совсем не похожи на «Ramoty» её мужа; их отличительные качества — погоня за внешними эффектами, идеализация фигурирующих в них героев, рабская покорность установившимся традициям. Романов этих много: «Irena», «Mrowin i Trock», «Wici i Miasto», «Hanna z Grzymałowa», «Pani Podkomorżyna», «Dziedziczka Jodłowca», «Macocha», «Powołanie», «Panna Kasztelanka» и другие, отчасти изданные отдельно, отчасти напечатанные в разных литературных журналах.
Автор мемуаров «Moje wspomnienia o życiu towarzyskim w Warszawie» (Познань, 1871) и «Moje wspomnienia o życiu towarzyskim na prowincji w Kongresówce» (1875). Её дневники изображают интеллектуальную и политическую жизнь Варшавы.
Романы П. Вильконской являются частью дидактического литературного направления, в первую очередь, адресованного женщинам. Главная героиня её романов — прекрасно воспитанная польская женщина, выросшая в патриотической семье и готовая на большие жертвы ради любимых.